# Gimnasia en los Juegos Suramericanos de 2006
Los eventos de Gimnasia en los Juegos Suramericanos de 2006 se realizaron en Buenos Aires, Argentina, en el Gimnasio del Club Ciudad de Buenos Aires.
La gimnasia en estos juegos comprendió las modalidades de Gimnasia artística (para hombres y mujeres) y gimnasia rítmica (sólo para mujeres).

## Calendario
Gimnasia artística
| Día             | Horario | Evento                                       | Fase       |
| --------------- | ------- | -------------------------------------------- | ---------- |
| 11 de noviembre | 15:50   | Competencia por equipos Femenino             | Concurso I |
| 11 de noviembre | 15:50   | Competencia Individual Femenino              | Concurso I |
| 11 de noviembre | 19:50   | Clasificación Individual Acumulada Femenino  | Final      |
| 11 de noviembre | 19:50   | Clasificación Final Equipos Masculino        | Final      |
| 12 de noviembre | 15:50   | Competencia por equipos Masculino            | Concurso I |
| 12 de noviembre | 15:50   | Competencia Individual Masculino             | Concurso I |
| 12 de noviembre | 19:50   | Clasificación Individual Acumulada Masculino | Final      |
| 12 de noviembre | 19:50   | Clasificación Final Equipos Masculino        | Final      |
| 13 de noviembre | 13:00   | Ejercicios en el suelo Femenino              | Final      |
| 13 de noviembre | 13:00   | Caballo de salto Femenino                    | Final      |
| 13 de noviembre | 13:00   | Viga de Equilibrio Femenino                  | Final      |
| 13 de noviembre | 13:00   | Barras asimétricas Femenino                  | Final      |
| 13 de noviembre | 13:00   | Ejercicios en el suelo Masculino             | Final      |
| 13 de noviembre | 13:00   | Caballo de salto Masculino                   | Final      |
| 13 de noviembre | 13:00   | Caballo con arzones Masculino                | Final      |
| 13 de noviembre | 13:00   | Barras paralelas Masculino                   | Final      |
| 13 de noviembre | 13:00   | Anillas Masculino                            | Final      |
| 13 de noviembre | 13:00   | Barra fija Masculino                         | Final      |

Gimnasia rítmica
| Día             | Horario | Evento                       | Fase       |
| --------------- | ------- | ---------------------------- | ---------- |
| 17 de noviembre | 15:50   | Concurso Individual          | Concurso I |
| 17 de noviembre | 15:50   | Competencia por equipos      | Concurso I |
| 18 de noviembre | 11:00   | Concurso Individual Múltiple | Final      |
| 18 de noviembre | 11:00   | Concurso General Equipo      | Final      |
| 18 de noviembre | 13:10   | Conjunto                     | Concurso I |
| 18 de noviembre | 13:10   | Conjunto                     | Final      |
| 19 de noviembre | 15:00   | Cuerda                       | Final      |
| 19 de noviembre | 15:00   | Pelota                       | Final      |
| 19 de noviembre | 15:00   | Maza                         | Final      |
| 19 de noviembre | 15:00   | Cinta                        | Final      |
| 19 de noviembre | 15:00   | Conjunto 5 cintas            | Final      |
| 19 de noviembre | 15:00   | Conjunto 3 aros y 2 mazas    | Final      |

## Resultados

### Gimnasia artística

#### Masculino
| Evento                       | Oro | Plata | Bronce |
| ---------------------------- | --- | --- | --- |
| Concurso completo individual | Jorge Giraldo Colombia 89.800                                                                                         | José Luis Fuentes Venezuela 89.100                                                                                          | Víctor Rosa Brasil 88.000                                                                                                |
| Ejercicios en el suelo       | Víctor Rosa Brasil 15.275                                                                                             | Tomás González Chile 15.000                                                                                                 | Martín Barrionuevo Argentina 14.650                                                                                      |
| Salto                        | Víctor Rosa Brasil 15.863                                                                                             | Vitor Camargo Brasil 15.750                                                                                                 | Felipe Pina Chile 15.488                                                                                                 |
| Caballo con arzones          | José Luis Fuentes Venezuela 15.150                                                                                    | Mosiah Rodrigues Brasil 14.575                                                                                              | Jorge Giraldo Colombia 14.325                                                                                            |
| Barras paralelas             | Jorge Giraldo Colombia 15.250                                                                                         | José Luis Fuentes Venezuela 15.100                                                                                          | Luiz Augusto dos Anjos Brasil 15.025                                                                                     |
| Anillas                      | Regulo Carmona Venezuela 16.375                                                                                       | Jorge Giraldo Colombia 15.350                                                                                               | José Luis Fuentes Venezuela 15.175                                                                                       |
| Barra fija                   | Mosiah Rodrigues Brasil 14.950                                                                                        | Luiz Augusto dos Anjos Brasil 14.800                                                                                        | José Luis Fuentes Venezuela 14.775                                                                                       |
| Competencia por equipos      | Brasil · Victor Rosa · Caio Costa · Mosiah Rodrigues · Adán Santos · Vitor Camargo · Luiz Augusto dos Anjos · 351.350 | Venezuela · Jose Luis Fuentes · Carlos Carbonell · Fernando Fuentes · Ivan A. Tovar · Jose Parra · Regulo Carmona · 346.750 | Argentina Federico Molinari Juan Manuel Lompizan Martín Barrionuevo Lucas Chiarlo Osvaldo Martínez Sergio Erbojo 337.950 |

#### Femenino
| Evento                       | Oro | Plata | Bronce                                                                                    |
| ---------------------------- | --- | --- | ----------------------------------------------------------------------------------------- |
| Concurso completo individual | Jade Barbosa Brasil 59.967                                                                               | Ethiene Franco Brasil 56.600                                                                                             | Khiuani Dias Brasil 55.800                                                                |
| Ejercicios en el suelo       | Jade Barbosa Brasil 15.175                                                                               | Ethiene Franco Brasil 14.450                                                                                             | Virginia Deluzio Argentina 14.025                                                         |
| Salto                        | Jade Barbosa Brasil 14.688                                                                               | Milena Miranda Brasil 13.900                                                                                             | Jessica Ortiz Colombia 13.738                                                             |
| Viga de equilibrio           | Jade Barbosa Brasil 15.050                                                                               | Ethiene Franco Brasil 14.800                                                                                             | Nathalia Cárdenas Colombia 14.050                                                         |
| Barras asimétricas           | Virginia Deluzio Argentina 13.700                                                                        | Ana Claudia Silva Brasil 13.400                                                                                          | Bibiana Vélez Colombia 12.825                                                             |
| Competencia por equipos      | Brasil Jade Barbosa Ethiene Franco Khiuani Dias Milena Miranha Ana Cláudia Silva Thamires Araujo 228.367 | Argentina Virginia Deluzio Aylén González María Sol Polandri Florencia Salomon Nadir Domeneghini Ayelén Tarabini 215.518 | Colombia · Jessica Ortiz · Bibiana Vélez · Nathalia Cárdenas · Catalina Escobar · 214.251 |

### Gimnasia rítmica
| Evento                       | Oro | Plata | Bronce |
| ---------------------------- | --- | --- | --- |
| Concurso Individual Múltiple | Anahí Sosa Argentina 55.417                                                                                               | Antonella Yacobelli Argentina 53.5783                                                                                       | Ana Paula Ribeiro Brasil 52.816                                                                                            |
| Cuerda                       | Antonella Yacobelli Argentina 14.300                                                                                      | Ana Scheffer Brasil 13.983                                                                                                  | Ana Paula Ribeiro Brasil 13.816                                                                                            |
| Pelota                       | Anahí Sosa Argentina 15.966                                                                                               | Ana Paula Ribeiro Brasil 14.850                                                                                             | Antonella Yacobelli Argentina 14.633                                                                                       |
| Maza                         | Antonella Yacobelli Argentina 15.150                                                                                      | Ana Scheffer Brasil 14.750                                                                                                  | Ana Paula Ribeiro Brasil 13.983                                                                                            |
| Cinta                        | Anahí Sosa Argentina 13.833                                                                                               | Ana Scheffer Brasil 13.683                                                                                                  | Valentina Meriño Chile 13.383                                                                                              |
| Concurso General Equipo      | Argentina Anahí Sosa Antonella Yacobelli Analía Serenelli Vanesa Robles 159.095                                           | Brasil · Ana Paula Ribeiro · Ana Scheffer · Yuka Solano · Luisa Matsuo · 156.246                                            | Venezuela · Andreína Acevedo · Catherine Cortez · Katherin Arias · 145.279                                                 |
| Conjunto 5 cintas            | Brasil · Daniela Leite · Luciane Hammes · Nicole Muller · Nickolle Abreu · Tayanne Montovaneli · 13.516                   | Argentina Sofía Speratti Dariya Shara Gabriela Espinosa Guadalupe Aizaga Milagros Carrasco 9.950                            | Venezuela · Andrea Myerston · Mariangel Balza Reveron · Yessica Arias · Maria Gabriela Trompetero · Katherin Arias · 9.000 |
| Conjunto 3 Aros y 2 Cintas   | Brasil · Luciane Hammes · Marcela Menezes · Nicole Muller · Nickolle Abreu · Tayanne Montovaneli · 13.550                 | Venezuela · Andrea Myerston · Mariangel Balza Reveron · Yessica Arias · Maria Gabriela Trompetero · Katherin Arias · 11.833 | Argentina Sofía Speratti Dariya Shara Gabriela Espinosa Maria Anabel Giachetti Milagros Carrasco 10.783                    |
| Conjunto                     | Brasil · Daniela Leite · Luciane Hammes · Nicole Muller · Nickolle Abreu · Tayanne Montovaneli · Marcela Menezes · 25.983 | Argentina Sofía Speratti Dariya Shara Gabriela Espinosa Maria Anabel Giachetti Milagros Carrasco Guadalupe Aizaga 20.616    | Chile · Paloma Garate · Maria Molina · Natalia Carriquiry · Antonia Bezanilla · Macarena Fernández · 20.017                |

## Medallero
| Núm.  | País      | Oro | Plata | Bronce | Total |
| ----- | --------- | --- | ----- | ------ | ----- |
| 1     | Brasil    | 12  | 13    | 6      | 31    |
| 2     | Argentina | 7   | 4     | 5      | 16    |
| 3     | Venezuela | 2   | 4     | 4      | 10    |
| 4     | Colombia  | 2   | 1     | 5      | 8     |
| 5     | Chile     | 0   | 1     | 3      | 4     |
| Total | Total     | 23  | 23    | 23     | 69    |

- País anfitrión resaltado.